# Utiaritichthys longidorsalis
Utiaritichthys longidorsalis is een straalvinnige vissensoort uit de familie van de echte piranha's (Serrasalmidae). De wetenschappelijke naam van de soort is voor het eerst geldig gepubliceerd in 1992 door Jégu, Tito de Morais & Santos.